# Zickenterror – Der Teufel ist eine Frau
Zickenterror – Der Teufel ist eine Frau (Originaltitel Saving Silverman) ist eine US-amerikanische Filmkomödie aus dem Jahr 2001. Der US-amerikanische Sänger und Liedermacher Neil Diamond steuerte zwei seiner internationalen Hits zum Soundtrack bei, außerdem den eigens von ihm für den Film geschriebenen Song I Believe in Happy Endings. Darüber hinaus hat Diamond in dem Film mehrere Gastauftritte.

## Handlung
Die seit Schulzeiten bestehende Freundschaft der chronischen Versager Wayne Lefessier und J.D. McNugent mit Darren Silverman droht zu zerbrechen, als Darrens neue Freundin, die dominante Psychologin Judith, mehr und mehr über sein Leben zu bestimmen beginnt. Unter anderem sorgt sie dafür, dass Darren aus der gemeinsamen Neil Diamond-Coverband der Freunde aussteigt.
Als Wayne und J.D. erfahren, dass Darren sich mit Judith verlobt hat, entführen sie die junge Frau und versuchen, Darren wieder mit seiner High-School-Freundin Sandy zusammenzubringen, die kurz davor steht, in ein Kloster einzutreten. Es kommt zu allerlei chaotischen Verwicklungen, so dass der Plan zu scheitern droht. Als Deus ex machina hilft schließlich Neil Diamond dabei, dass es doch noch zu einem Happy End kommt. In der Schlussszene bittet der Sänger seine neuen Freunde während eines Livekonzerts zu sich auf die Bühne und singt einen seiner Songs, Holly Holy, mit ihnen.

## Sonstiges
Kyle Gass, neben Jack Black Mitglied der Band Tenacious D, hat einen Cameo-Auftritt als ein Kerl, der Judith in einer Bar anmacht.

## Kritiken
Neil-Diamond-Fans genossen die humorvollen Gastauftritte ihres Stars, um den es in den Jahren zuvor eher ruhig gewesen war. Zickenterror erhielt ansonsten überwiegend mittelmäßige bis schlechte Kritiken. Moniert wurde vor allem der flache und teilweise derbe Humor der Komödie.

„Zotige Komödie, die ihre sexuell reaktionäre Haltung mit geschmacklosen Witzen kaschiert. Ausgeführt von einem Ensemble untalentierter Filmschaffender vor und hinter der Kamera, verpufft die unglaubwürdige Story zu purer Langeweile.“